# Nikolaï et Medea Figner
Pour les articles homonymes, voir Mei et Figner.

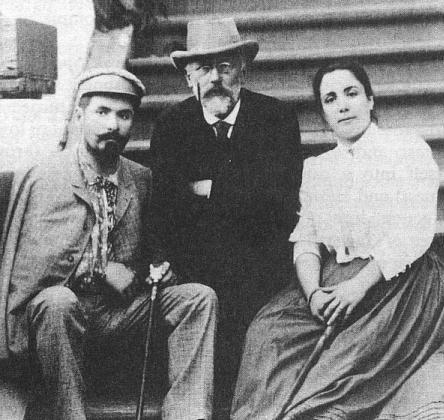
Tchaïkovski (au centre) et les Figner, 1890

Nikolaï Figner (1857-1918), ténor lyrique et Medea Figner (1859-1952), mezzo-soprano, plus tard, soprano, sont partenaires à la ville comme à la scène, chanteurs d'opéra actifs ensemble en Russie entre 1889 et 1904. Medea est d'origine italienne (son nom d'origine est Mei), mais elle est devenue complètement russianisée après son mariage avec Nikolaï. Ils ont eu chacun une carrière séparée avant leur mariage, et de nouveau après leur divorce en 1904, mais pendant les quinze années de leur mariage, ils ont presque toujours chanté dans les mêmes représentations. Ils ont créé le rôle principal de ténor et de soprano dans deux opéras de Tchaïkovski – La Dame de Pique et Iolanta – et sont apparus dans un certain nombre d'autres premières de la musique russe.

## Nikolaï Figner
Nikolaï Nikolaïevitch Figner est né à Nikiforovka, près de Kazan, en février 1857 et meurt à Kiev, le 13 décembre 1918,.

## Medea Mei-Figner

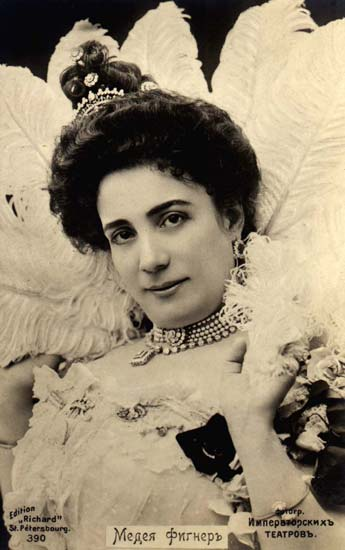
Medea Mei-Figner

Medea Mei est née à Florence, en Italie, le 4 avril 1859 et meurt le 8 juillet 1952. 
Après son mariage, on fait référence à elle comme Medea Mei-Figner

## Les Figner ensemble
Nikolaï Figner et Medea Mei apparaissent sur scène ensemble dans une production de La Favorite de Donizetti. Ils ont une liaison, et ils s'installent en Russie en 1887. Deux ans plus tard, ils se marient.
Les Figner sont considérés comme de remarquables acteurs: leur première apparition ensemble dans Carmen de Bizet dans les rôles de Carmen et de Don José, produit une ovation qu'on a dit être sans précédent dans l'histoire de l'opéra russe. Ils deviennent solistes de l'empereur de Russie. 
Durant l'été 1890, le couple d'artistes accueille Tchaïkovski pour préparer son nouvel opéra La Dame de Pique. Ils sont très appréciés par Tchaïkovski qui a écrit les rôles de Hermann et Liza de La Dame de Pique pour eux. Ils créent ces rôles lors de la création mondiale de cet opéra, le 19 décembre 1890, après les répétitions, sous la surveillance de Tchaïkovski lui même. Meda est dans les premiers stades de la grossesse à ce moment-là. En 1891, quand elle est incapable de continuer à apparaître dans La Dame de Pique en raison de sa condition, Nikolaï refuse de chanter avec une soprano de remplacement, et l'opéra est retiré du programme jusqu'à ce que Medea soit en mesure de revenir.
Les Figner créent également le rôle-titre de soprano et celui du ténor le comte de Vaudémont dans Iolanta de Tchaïkovski en 1892. Tchaïkovski a dédicacé Six Romances, Op. 73 à Nikolaï Figner. 
En aucun cas, les Figner ne limitent leurs activités conjointes à l'opéra aux compositions de Tchaïkovski. Par exemple, ils ont créé les rôles principaux dans Doubrovski et Francesca da Rimini d'Eduard Nápravník,.
Les autres opéras dans lesquels les Figner jouent ensemble sont Eugène Onéguine de Tchaïkovski, Lenski dit de Nikolaï qu'il a été dépassé seulement par l'interprétation de Leonid Sobinov, L'Opritchnik ;  Aida de Verdi, La traviata et Otello qu'ils chantent dans la première russe de 1889 ;  Faust et Roméo et Juliette; Fra Diavolo ; les créations en Russie de Cavalleria rusticana de Mascagni, Tosca de Puccini et  Pagliacci de Leoncavallo. Curieusement, ils n'apparaissent jamais dans les ouvrages écrits par Rimski-Korsakov, qui a été le compositeur d'opéra le plus prolifique de la Russie impériale. Il a été suggéré que la raison de cette lacune dans leur répertoire était personnelle: ils avaient demandé à Rimsky-Korsakov d'écrire un opéra pour eux, ou d'apporter des modifications à son œuvre existante La Nuit de mai, mais le compositeur a apparemment refusé et aurait offensé les Figner.

## Divorce
Les Figner divorcent en 1904.

## Enregistrements
Leurs deux voix peuvent être entendues sur l'album d'anthologie The EMI Record of Singing, tandis qu'une sélection complète de leurs enregistrements a été enregistrée sur disque compact par le label Symposium en 2000. Ce double Cd porte le numéro de catalogue 1255/1256.